# Andrés Cantor
Andrés Cantor (Buenos Aires, 22 de diciembre de 1962) es un periodista argentino nacionalizado estadounidense que trabaja en los Estados Unidos comentando eventos deportivos en español. Fuera de los comentarios de fútbol, también cubre otros deportes. Fue uno de los encargados con Telemundo de cubrir el Mundial de Catar 2022.

## Biografía

### Orígenes familiares e infancia
Cantor nació en Buenos Aires, Argentina. Se mudó cuando era un adolescente con su familia al sur de California, donde asistió a la Escuela Secundaria San Marino y luego se graduó de la Universidad del Sur de California. Andrés es de ascendencia judía. Su madre nació en Rumanía y emigró a Argentina a los trece años, mientras que su padre nació en Argentina. Sus abuelos paternos eran de Polonia y huyeron durante la ocupación nazi. Es hincha de Boca Juniors.

### Carrera profesional
Cantor es famoso por su grito característico de "¡Gooooooooooooooooooooooooooooooooooooooool!" después de una anotación en el fútbol entre el público estadounidense. José María Muñoz, un famoso periodista argentino que comenzó a narrar en la radio en la década de 1940, es ampliamente considerado el padre del "peligro de gol", "peligro de gol", "gol, gol, gol, gooooool", etc. Su estilo ha sido imitado por destacados narradores de fútbol en toda América Latina y España.  Surgió del deseo de informar a los que se habían alejado del juego de que se había marcado. Sin embargo, debido a problemas de traducción y disonancia cultural, estuvo en gran parte ausente del léxico de los comentaristas británicos. Cantor fue el primero en presentar esta culminante llamada a una audiencia de EE. UU. mientras trabajaba en Univisión, lo que lo hizo popular entre los televidentes de habla inglesa. Lo usó por primera vez en la Copa Mundial de la FIFA de 1990, pero se hizo especialmente popular durante la Copa del Mundo de 1994, que se celebró en los Estados Unidos. Cantor hizo apariciones especiales en el Late Show with David Letterman durante los torneos de 1994 y 1998, y después de que terminara el torneo. Transmitió desde París para el Late Show durante la Copa del Mundo de 1998. El grito ahora se vende como tono de llamada en el sitio web de Telemundo. Dice que el gol de Diego Maradona en la Copa del Mundo de 1986, en el que corrió desde el centro del campo superando a cinco defensores ingleses para anotar, le hizo llorar (Cantor estaba trabajando en el partido). Ese gol se conoció como «El gol del siglo» y se produjo después del gol de «La mano de Dios». El grito también se usó en un comercial de Volkswagen que se emitió en los EE. UU. en la época de la Copa del Mundo de 1998.
Otra línea única de Cantor se puede escuchar cada vez que un juego llega al medio tiempo o termina. Dice la línea, «El árbitro dice que no hay tiempo para más».

#### Telemundo Deportes
Cantor actualmente trabaja para Telemundo Deportes, la división en español de NBC Sports, y retransmite los encuentros tanto en Telemundo como en su cadena de cable hermana Universo. Manuel Sol, futbolista mexicano, se une a él para la mayoría de los juegos. En los Juegos Olímpicos de Verano de 2004, donde Telemundo fue la primera cadena en español de EE. UU. en transmitir los Juegos Olímpicos, Cantor trabajó como presentador de estudio y locutor del béisbol. Se fue a Telemundo después de varios años en Univisión. El otro presentador de los partidos de Telemundo, Jessí Losada, trabajó con Cantor en Univisión antes de irse también. Además, Norberto Longo, socio de Cantor desde hacía mucho tiempo en la cabina de transmisión y analista principal de deportes de Univision, asumió el mismo papel en Telemundo hasta su muerte el 21 de abril de 2003, de un infarto a la edad de 61 años. XM Satellite Radio, en asociación con Cantor, lanzó una cadena de deportes en español.
Cantor condujo la cobertura de Telemundo de los Juegos Olímpicos de Verano de 2012 en Londres desde los estudios de la cadena en Hialeah, Florida. También fue el narrador de fútbol durante los juegos. Cantor es el comentarista principal de la cobertura de Telemundo de la Copa Mundial de la FIFA 2022.

#### La cadena radiofónica «Fútbol de Primera»
Andrés Cantor es el propietario y principal narrador de Fútbol de Primera, una cadena de radio que posee los derechos de radio en español de las Copas Mundiales de la FIFA desde 2002. FDP también transmite la selección de México, la Copa Oro de CONCACAF, la Copa América ( CONMEBOL ) entre otras propiedades deportivas. Andrés Cantor presenta un programa diario, Fútbol de Primera, que se transmite a nivel nacional en más de 100 afiliados.

#### NBC Sports
La primera asignación en inglés de Cantor fueron los Juegos Olímpicos de verano de 2000 en Sídney, donde convocó al fútbol tanto masculino como femenino para NBC, con su característico grito de "¡Goooool!" En los Juegos Olímpicos de Verano de 2008 en Pekín, Cantor solo proporcionó comentarios en español para la cadena hermana Telemundo.
Cantor también ha realizado transmisiones en inglés y español para los Juegos Olímpicos de Verano de 2020 en Tokio en 2021.

## Otros logros notables
La primera Copa del Mundo en la que estuvo fue en la de España 1982 como becario.
En 2008, Cantor apareció en la película estadounidense de acción en vivo Speed Racer como uno de los locutores del gran premio.
Cantor es el autor del libro Gooool! una celebración del fútbol. La tarifa de reserva de aparición de Andrés Cantor puede oscilar entre $ 5,000 y $ 10,000.
En 2010, Cantor apareció en la serie de comerciales de GEICO de Mike McGlone, donde se lo presenta como un locutor que podría hacer emocionante a cualquier deporte. Posteriormente, la cámara lo enfoca anunciando apasionado una partida de ajedrez.
En 2011, no está acreditado por narrar el fútbol español en un episodio de la serie de Disney Channel Phineas y Ferb.
El programa estadounidense Person of Interest usó su 'Goooooooool' en el episodio "Cura te ipsum". Cuando Reese y Fusco se enfrentan a los traficantes de drogas en su apartamento, hay un gol marcado durante un partido de fútbol en la televisión. De fondo se escucha el famoso "Gooooooool", visto en Estados Unidos por la cadena Deportes Telemundo de NBC.
En 2014, Cantor apareció en una campaña publicitaria de Volkswagen of America. La campaña se lanzó para la Copa Mundial de la FIFA 2014 y lo muestra ofreciendo anuncios mientras su hijo Nicolás conduce un nuevo Volkswagen Golf GTI.
Cantor apareció como locutor en la película de Walt Disney El tour de los Muppets en marzo de 2014.
Se expresó a sí mismo en el episodio de Los Simpson «No tienes que vivir como un árbitro».

## Premios
En 1994, Cantor fue honrado como «Personalidad deportiva del año» por la American Sportscaster Association. Ganó un premio Emmy regional por su trabajo jugada por jugada durante la Copa Mundial de Estados Unidos de 1994. En 2004, Cantor recibió el Premio de la Herencia Hispana.  También ese año ganó el Premio a la Trayectoria de Televisión Hispana en Broadcasting & Cable / Multichannel News en la Cumbre de Televisión Hispana, producido por Schramm Marketing Group. En 2005, Cantor recibió un Emmy honorario de NATPE por sus contribuciones a la televisión hispana.  En 2014, Cantor recibió un Emmy en la 35.ª entrega anual de los Sports Emmy Awards a la mejor personalidad al aire en español. FIFA Magazine nombró a Cantor como uno de los locutores más legendarios del mundo.
En 2020, el Salón de la Fama del Fútbol Nacional anunció que Cantor sería nombrado ganador del Premio Colin Jose Media 2020 por sus importantes contribuciones a largo plazo al fútbol en los Estados Unidos Debido a la pandemia de COVID-19, Cantor fue galardonado en la ceremonia de 2021 en Frisco, Texas.
Cantor ha recibido un total de seis premios Emmy.

## Vida privada
El hijo de Cantor, Nico, contribuye a la cobertura de la UEFA Champions League y la UEFA Europa League de CBS Sports y presenta The Golazo. Show, un programa en vivo en CBS Sports Network que debutó durante la fase de grupos de la temporada 2020-21 de la Liga de Campeones. Antes de eso, fue comentarista bilingüe de TUDN y comentarista en inglés de la cobertura de la MLS de Univision que se transmitió en Twitter y en la fuente de audio SAP de la cadena. También es narrador de las retransmisiones de los partidos de Fútbol de Primera.